# COPE (radio)
 (juillet 2023).
Si vous disposez d'ouvrages ou d'articles de référence ou si vous connaissez des sites web de qualité traitant du thème abordé ici, merci de compléter l'article en donnant les références utiles à sa vérifiabilité et en les liant à la section « Notes et références ».
COPE (Cadena de Ondas Populares Españolas) est une des principales stations de radio d'Espagne à couverture nationale.
COPE est la marque utilisée par Radio Popular S.A., dont les actionnaires sont la Conférence épiscopale espagnole (50 %), les diocèses (20 %) et des ordres religieux comme les jésuites et les dominicains. En 2005 les groupes Vocento et Planeta abandonnent leurs participations pour incompatibilité avec la possession de leurs stations respectives, Punto Radio et Onda Cero.
Bien que la programmation contienne des émissions à contenu religieux, notamment le dimanche et durant les fêtes religieuses catholiques, c'est une radio généraliste. D'autres stations de radio et des chaines de télévision appartiennent au groupe comme Cadena 100 (radio musicale) et Popular TV.

## Histoire

### Création et débuts (1960-1992)
Au début des années 1960 les émissions de l'Église catholique romaine nommées emisoras parroquiales forment la Cadena de Ondas Populares Española. En décembre 1964, leur nombre est réduit par le Plan Transitorio de Ondas Medias para la Radiodifusión (Plan Transitoire des Ondes Moyennes pour la Radiodiffusion) qui oblige à réorganiser le spectre des ondes moyennes pour s'adapter aux fréquences attribuées dans l'espace européen. Le même plan oblige également les stations radiophoniques à émettre en Modulation de Fréquence(FM).
En 1979, la publication du Plan Técnico de Radiodifusión (Plan Technique de Radiodiffusion) exige le regroupement de toutes les stations au sein d'une unique société nommée Radio Popular S.A. sur laquelle la Conférence épiscopale espagnole exerce le contrôle.

### La croissance de la popularité (1992-2004)
En 1992 à la suite du rachat de Antena 3 Radio par le groupe PRISA, détenteur de Cadena SER, un groupe de journalistes venant d'Antena 3 Radio menés par José María García et  Antonio Herrero, deux personnalités populaires, s'installent à Cadena COPE avec leurs deux emissions, alors dominantes, ce qui donne une impulsion à la station, alors en difficulté, qui devient l'une des plus importantes du pays. Bien que les deux hommes aient abandonné leurs emissions pour des raisons différentes (José María García est parti à Onda Cero et Antonio Herrero meurt dans un accident de plongée sous-marine), d'autres journalistes ont occupé leurs tranches horaires en maintenant une bonne audience.

## Audience
En 2006, la radio était écoutée par 2 870 000 personnes. Après un effondrement de son audience en 2001, la station voit l'augmentation de son public à partir de 2004 et devient la deuxième radio généraliste du pays en 2005. Son public stagne depuis.
|                                                              | 2000  | 2001  | 2002  | 2003  | 2004  | 2005  | 2006  | 2007 | 2008 | 2009 |
| ------------------------------------------------------------ | ----- | ----- | ----- | ----- | ----- | ----- | ----- | ---- | ---- | ---- |
| Audience en milliers d'auditeurs                             | 2 240 | 1 591 | 1 576 | 1 551 | 1 845 | 2 112 | 2 070 | 2042 | 1848 | 1974 |
| Sources : Estudio General de Medios, résumés de 2000 à 2009. |       |       |       |       |       |       |       |      |      |      |

## Animateurs
Au cours de son histoire la station a connu des journalistes tels que Luis del Olmo, Encarna Sánchez, José Antonio Abellán, Matías Antolín,  José María García et Antonio Herrero, ou plus récemment Luis Herrero, Federico Jiménez Losantos, Germán Yanke, César Vidal et Cristina López Schlichting; et plus récemment, Paco González et Pepe Domingo Castaño. Certains d'entre eux ont une grande influence sociale et politique, d'autres, controversés, ont suscité des polémiques qui ont modifié l'image de la station.  Certains journalistes sont restés durant plusieurs décennies, comme Pedro Javier Cáceres (programmes taurins), César Lumbreras (agriculture), María José Navarro, Andrés Arconada (cinéma) ou le Dr. Pérez Almeida (médecine), entre autres.

## Programmes de la COPE
- Así son las mañanas (avec Ernesto Sáenz de Buruaga).
- La Atalaya (avec César Lumbreras).
- La Linterna (avec Juan Pablo Colmenarejo).
- El Partido de las 12 (avec Juan Antonio Alcalá et Joseba Larrañaga).
- Tiempo de Juego (avec Paco González et Pepe Domingo Castaño).
- A Cielo Abierto (avec Juan Carlos Ramos).
- Dos días contigo (avec Cristina López Schlichting).
- Quiero ser como Pau (avec María José Navarro).
- Estamos en el Aire (avec Oché Cortés).
- La Luna en COPE (avec María José Bosch).
- Cineycope (avec Andrés Arconada).
- La Palestra (avec Ignacio Villa).
- Cowboys de Medianoche (avec Luis Herrero, José Luis Garci y Eduardo Torres Dulce).
- La Rebotica (avec Enrique Beotas).
- La Palestra a la Carta (avec Lola Pérez-Collado y Ana Luisa Pombo).
- Los Decanos (avec Dr. Pérez Almeida).
- Bueno es Saberlo (avec Julia Bustamante).
- El Albero (avec Pedro Javier Cáceres).
- Hablemos de Caza y Pesca (avec Antonio López).
- Agropopular (avec César Lumbreras).